# Cuando el teléfono suena
Cuando el teléfono suena (en hangul, 지금 거신 전화는; en hanja, 只今 거신 電話는; McCune-Reischauer, Chigŭm kŏshin chŏnhwanŭn; literalmente, «El número de teléfono que has marcado») es una serie de televisión surcoreana basada en una novela web del mismo título original escrita por Geon Eomul Nyeo. El guion de la serie es de Kim Ji-won. Está dirigida por Park Sang-woo y Wi Deuk-gyoo, y protagonizada por Yoo Yeon-seok, Chae Soo-bin, Huh Nam-joon y Jang Kyoo-ri. Se emitió por el canal MBC desde el 22 de noviembre hasta el 4 de enero de 2025, en horario de viernes y sábados a las 21:50 (hora local coreana). También está disponible en la plataforma Netflix para gran parte del mundo.

## Sinopsis
Paek Sa-eon se ha convertido en el portavoz presidencial más joven de Corea. Antes de asumir este cargo, fue corresponsal de guerra, negociador de rehenes y presentador en la radiodifusión pública.
Está casado desde hace tres años con Hong Hee-joo, la hija del propietario de un periódico, quien perdió el habla a causa de un accidente en su infancia y trabaja como intérprete de lengua de signos en tribunales y televisión. Sin embargo, su matrimonio no fue por amor, sino por conveniencia. A pesar de la imagen pública que Paek proyecta de un matrimonio feliz, la realidad es muy diferente. Nunca, en sus años de unión, han sido vistos juntos en público, y su vida de pareja se limita a compartir una casa, sin una verdadera conexión emocional.
Un día, Hee-joo es secuestrada, y este suceso cambiará por completo la dinámica de su relación.

## Reparto

### Principal
- Yoo Yeon-seok como Baek Sa-eon, un hombre perteneciente a una prominente familia en política, con una gran carrera profesional que le ha llevado a ser el portavoz presidencial más joven.[1][2][3]
- Chae Soo-bin como Hong Hee-joo, casada con Sa-eon, intérprete de lengua de señas coreana que sufre de mutismo debido a un accidente sufrido en su infancia.[2][4][5]
- Huh Nam-joon como Ji Sang-woo, un psiquiatra encantador, de personalidad cálida y buen aspecto. También es un youtuber que aborda casos misteriosos en su canal y cuenta con 200 000 suscriptores. Su afición a investigar casos sin resolver provoca que acabe implicado en un incidente irreversible.[6][7][8]
- Jang Kyoo-ri como Na Yoo-ri, locutora de un canal televisivo. Graduada en una prestigiosa universidad, es un personaje brillante y adorable, de aspecto sobresaliente y una amabilidad innata. Considera a Sa-eon como su modelo e ídolo, pero ignora que su colega Hee-joo está casada con él.[2][6][9]

### Secundario

#### Entorno de Sa-eon
- Jung Dong-hwan como Baek Jang-ho, el abuelo de Sa-eon.
- Yoo Sung-joo como Baek Eui-yong, el padre de Sa-eon, candidato para las próximas elecciones presidenciales.[10][11]
- Choo Sang-mi como Shim Kyoo-jin, la madre de Sa-eon; profesora de la Universidad de Hankook y psicóloga criminalista. Experta en negociaciones.[10][11]
- Ko Sang-ho como Jang Hyuk-jin, un periodista que se ocupa de la información sobre el palacio presidencial. Amigo cercano de Sa-eon.[12][13]
- Kim Joon-bae como Jung Sang-hoon, propietario de un establecimineto de pesca junto a un lago; es un hombre solitario, sin familia, amigos ni vecinos.
- Hong Seo-joon como Min Do-gi, asistente personal de Eui-yong; se ocupa de los asuntos grandes y pequeños, legales o menos legales, de la familia.

#### Entorno de Hee-joo
- Choi Kwang-il como Hong Il-kyung, el presidente del periódico Cheongwoon Ilbo y el padrastro de Hee-joo. Ha hecho crecer su negocio familiar a través de relaciones especiales con políticos, y es un personaje astuto que es diferente por fuera y por dentro.[14][15]
- Oh Hyun-kyung como Kim Yeon-hee, excantante, segunda esposa de Il-kyung.[10][11]
- Han Jae-yi como Hong In-ah, la hermanastra mayor de Hee-joo; la primogénita de la familia, exdirectora ejecutiva del Centro de Arte Cheongun, que ha sufrido de sordera desde el mismo accidente en que Hee-joo perdió el habla, pero ha conseguido curarla.[10][11]
- Park Won-sang como Na Jin-cheol, el padre biológico de Hee-joo. Exmaestro de ceremonias del club.
- Yang Jo-ah como Han Jin-yi, jefa del Centro de Interpretación de Lengua de Señas donde ha trabajado Hee-joo.[16]

#### Oficina del Portavoz de la Presidencia de la República
- Im Chul-soo como Kang Young-woo, jefe de la oficina, que brinda asesoramiento matrimonial personalizado a Sa-eon y le enseña cómo convertirse en un buen marido.[10][11][17]
- Choi Woo-jin como Park Do-jae, el oficial administrativo que ayuda más de cerca al secretario de prensa. Do-jae es la persona que más respeta y sigue a Sa-eon.[17]
- Park Seon-young como Kim Soo-young, oficial administrativo.
- Song Jin-hee como Ahn Jin-hee, oficial administrativo.
- Jung Ji-hwan como Jung Won-bin, intérprete de lengua de señas.

#### Otros
- Yoo Seong-joo como Hong In-ah.[10]
- Park Jae-yoon como un secuestrador.
- Lee Hye-jin como Park Hyun-jin, un guardaespaldas contratado por Sa-eon para proteger a Hee-joo de los secuestradores.

## Producción
Cuando el teléfono suena está basada en la popular novela web de Geon Eomul Nyeo 지금 거신 전화는 (El número de teléfono que has marcado), que se publicó en Kakao web desde noviembre de 2022 hasta enero de 2023. El guion es obra de Kim Ji-woo, que firmó asimismo los de Doctor John en 2019 y de Melancolía en 2021. La dirige Park Sang-woo, director también de My Secret Terrius en 2018 y The Forbidden Marriage en 2022-23.
El 13 de marzo de 2024 un portavoz de la agencia de Yoo Yeon-seok y Chae Soo-bin, King Kong by Starship, comunicó que habían recibido una oferta para participar en la serie y la estaban considerando positivamente. Para el primero representa el regreso a MBC después de nueve años de ausencia. La propia MBC anunció sus nombres como protagonistas el 8 de mayo de 2024, así como el comienzo de la producción. El 26 de junio el canal anunció que había hecho una oferta análoga a Jang Gyu-ri. En septiembre se añadieron los nombres de Heon Nam-jun y Jang Gyu-ri.
El 26 de septiembre de 2024 la productora distribuyó imágenes de la lectura del guion. El 22 de octubre lanzó un cartel de avance y confirmó la fecha de estreno para el 22 de noviembre. Dos días después publicó el primer avance, que muestra la llamada telefónica amenazante que da origen a la trama, así como la boda de conveniencia de Sa-eon y Hee-joo. El 31 del mismo mes apareció el segundo avance. El 4 de noviembre se difundió un vídeo que mostraba la preparación de los carteles de pareja y de avance, con los dos personajes principales. Al día siguiente se lanzó un cartel múltiple con los cuatro protagonistas.

## Banda sonora original
| Parte | Fecha de publicación                                                                 | Título                                                                               | Letra                                                                                | Música                                                                                | Artista                                                                              | Dur.                                                                                 | Ref.                                                                                 |
| ----- | ------------------------------------------------------------------------------------ | ------------------------------------------------------------------------------------ | ------------------------------------------------------------------------------------ | ------------------------------------------------------------------------------------- | ------------------------------------------------------------------------------------ | ------------------------------------------------------------------------------------ | ------------------------------------------------------------------------------------ |
| 1     | 30 de noviembre de 2024                                                              | «See The Light»                                                                      | Kinsha                                                                               | AllThou, Kim Suhyun                                                                   | Im Hyun-sik                                                                          | 3:02                                                                                 | [ 20 ] [ 21 ]                                                                        |
| 2     | 7 de diciembre de 2024                                                               | «Numb»                                                                               | Red Anne (BADX), Nam Hee-yoon (Anne Story)                                           | Maxx Song (BADX), Sam Carter (MonoTree), Park Jisan (BADX), True Choi (BADX), Ton Kim | Lim Yeon                                                                             | 3:17                                                                                 | [ 22 ]                                                                               |
| 3     | 14 de diciembre de 2024                                                              | «Hear Me Out»                                                                        | Kim Lee-hyun                                                                         | Kim Lee-hyun, Noh Hyeong-woo                                                          | Suran                                                                                | 3:44                                                                                 | [ 23 ] [ 24 ]                                                                        |
| 4     | 21 de diciembre de 2024                                                              | 내가 사랑해도 괜찮을까요 («¿Está bien si te amo?»)                                   | Dinner Court                                                                         | Dinner Court, Yoo Jeong-hyeon                                                         | Jae-yeon                                                                             | 3:53                                                                                 | [ 25 ] [ 26 ]                                                                        |
| 5     | 28 de diciembre de 2024                                                              | «I Feel It Now»                                                                      | sla, Lim Se-jun, Klozer                                                              | Klozer, Lim Se-jun, sla, Sondia                                                       | Whee In                                                                              | 3:54                                                                                 | [ 27 ]                                                                               |
| 6     | 4 de enero de 2025                                                                   | «Say My Name»                                                                        | Chae Si-hyeon                                                                        | Alysa, William Seldahl                                                                | Yoo Yeon-seok                                                                        | 3:30                                                                                 | [ 28 ] [ 29 ]                                                                        |
| Notas | Las canciones de la banda sonora tienen una versión instrumental de igual duración . | Las canciones de la banda sonora tienen una versión instrumental de igual duración . | Las canciones de la banda sonora tienen una versión instrumental de igual duración . | Las canciones de la banda sonora tienen una versión instrumental de igual duración .  | Las canciones de la banda sonora tienen una versión instrumental de igual duración . | Las canciones de la banda sonora tienen una versión instrumental de igual duración . | Las canciones de la banda sonora tienen una versión instrumental de igual duración . |

## Audiencia
La serie comenzó con un 5,5 % de audiencia en ámbito nacional, que fue creciendo progresivamente hasta que tocó el 8,6 % en el capítulo 12.
| Temporada | Temporada | Episodio número | Episodio número | Episodio número | Episodio número | Episodio número | Episodio número | Episodio número | Episodio número | Episodio número | Episodio número | Episodio número | Episodio número | Promedio |
| Temporada | Temporada | 1               | 2               | 3               | 4               | 5               | 6               | 7               | 8               | 9               | 10              | 11              | 12              | Promedio |
| --------- | --------- | --------------- | --------------- | --------------- | --------------- | --------------- | --------------- | --------------- | --------------- | --------------- | --------------- | --------------- | --------------- | -------- |
|           | 1         | 0.852           | 0.855           | 0.942           | 1.020           | 1.054           | 1.343           | 1.048           | 1.248           | 1.130           | 1.380           | 1.469           | 1.652           | 1.166    |

| Episodio | Fecha de emisión        | Índices de audiencia (Nielsen Korea) | Índices de audiencia (Nielsen Korea) |
| Episodio | Fecha de emisión        | Nacional                             | Seúl                                 |
| --- | ----------------------- | ------------------------------------ | ------------------------------------ |
| 1 | 22 de noviembre de 2024 | 5,5 % (9.ª)                          | 5,4 % (9.ª)                          |
| 2 | 23 de noviembre de 2024 | 4,7 % (11.ª)                         | 4,8 % (7.ª)                          |
| 3 | 29 de noviembre de 2024 | 6,0 % (9.ª)                          | 5,6 % (11.ª)                         |
| 4 | 30 de noviembre de 2024 | 5,7 % (4.ª)                          | 6,0 % (3.ª)                          |
| 5 | 13 de diciembre de 2024 | 5,9 % (9.ª)                          | 5,3 % (9.ª)                          |
| 6 | 14 de diciembre de 2024 | 6,9 % (5.ª)                          | 6,4 % (5.ª)                          |
| 7 | 20 de diciembre de 2024 | 6,0 % (10.ª)                         | 5,1 % (9.ª)                          |
| 8 | 21 de diciembre de 2024 | 7,0 % (2.ª)                          | 6,8 % (3.ª)                          |
| 9 | 27 de diciembre de 2024 | 6,4 % (9.ª)                          | 6,0 % (9.ª)                          |
| 10 | 28 de diciembre de 2024 | 7,5 % (3.ª)                          | 7,4 % (3.ª)                          |
| 11 | 3 de enero de 2025      | 8,3 % (4.ª)                          | 8,8 % (4.ª)                          |
| 12 | 4 de enero de 2025      | 8,6 % (3.ª)                          | 8,5 % (3.ª)                          |
| Promedio | Promedio                | 6,542 %                              | 6,342 %                              |
| - En la tabla superior, los números azules representan las calificaciones más bajas y los números rojos representan las más altas. |                         |                                      |                                      |